# Bobsam Elejiko
Bobsam Elejiko, né le 18 août 1981 à Lagos et mort le 13 novembre 2011 à Merksem, est un footballeur nigérian, naturalisé Belge en 2006.

## Biographie
Durant sa carrière, passée presque exclusivement en Belgique, il a représenté Elejiko FSV Wacker Nordhausen 90, KV Turnhout, K.V.C. Westerlo, Royal Antwerp FC, SC Beira-Mar, KMSK Deinze, K.V. Red Star Waasland et K. Merksem S.C..
En 2008, il a fait des essais avec le FC Carl Zeiss Jena, Crewe Alexandra, Gillingham et RBC Roosendaal, mais n'a eu aucun contrat avec ces clubs.

### Sa mort
Elejiko s'est effondré en plein match de cinquième division avec son équipe K Merksem SC contre le FC Kaart, une équipe de Merksem, Anvers, le 13 novembre 2011. Malgré les tentatives de réanimation sur le terrain, Elejiko est déclaré mort et le match a été abandonné. La cause a été déterminée plus tard, une rupture traumatique de l'aorte.